# Yacouba Napon
Yacouba Napon alias MCZ est un réalisateur, producteur et musicien burkinabè. 

## Biographie
Yacouba Napon passe une bonne partie de son enfance en Côte d’Ivoire précisément à San-Pedro. Il débute sa carrière dans le monde de la culture en tant que danseur au sein de certains groupes locaux entre 1983 et 1984. Ensuite, il décide de se lancer dans la musique en débutant comme pianiste. 
Une fois de retour au Burkina Faso, il se démarque des autres élèves lors des soirées culturelles et artistiques. Ainsi né véritablement sa passion pour les arts. Il fonde ensuite son studio de production de musique nommé « Z production ». En 2012, pendant un séjour à Clermont-Ferrand, Yacouba Napon commence à s’intéresser au cinéma. Il fait alors des études de cinéma et suit plusieurs formations sur le 7è arts. Il sort son premier film « Adieu belle-mère » en 2016 qui fera plus de 20 000 entrées en salles au Burkina Faso. Cependant, il n’a pas abandonné la musique, il possède son groupe « Les benga show » qui continue de tourner sur des évènements en Europe. 

## Discographie

### Album
- 1997 : Benga show
- 2006 : Source de vie[3].

## Filmographie
- 2016 : Adieu belle-mère
- 2016 :Sabab Biiga co-réalisé avec Aboubacar Zida dit Sidnaaba[4],
- 2018 : Le parvenu[5],
- 2018: Folie d’amour ,
- 2018: Burkina Rawoko[6],
- 2019 : Lalé le Voisin de Rama[7],
- 2019 : Wend-panga,
- 2020 : Amour sans détour[8],
- 2020 : Le dragueur de Ouaga[9],[10],
- 2020 : Election présidentielle 2025[11],
- 2021 : Naatabaya[12],
- 2021 : Mady Ligdi[13],
- 2024 : Maman[14].

## Prix et distinctions
- 2017 : Lauréat du prix PADEV avec Le film Sabab-Biiga[15],
- 2018 : Lauréat « Succès cinéma Burkina Faso » avec le film Folie d’amour[16].